# Anogramma leptophylla
Anogramma leptophylla es una especie de helechos de la familia Pteridaceae de amplia distribución.

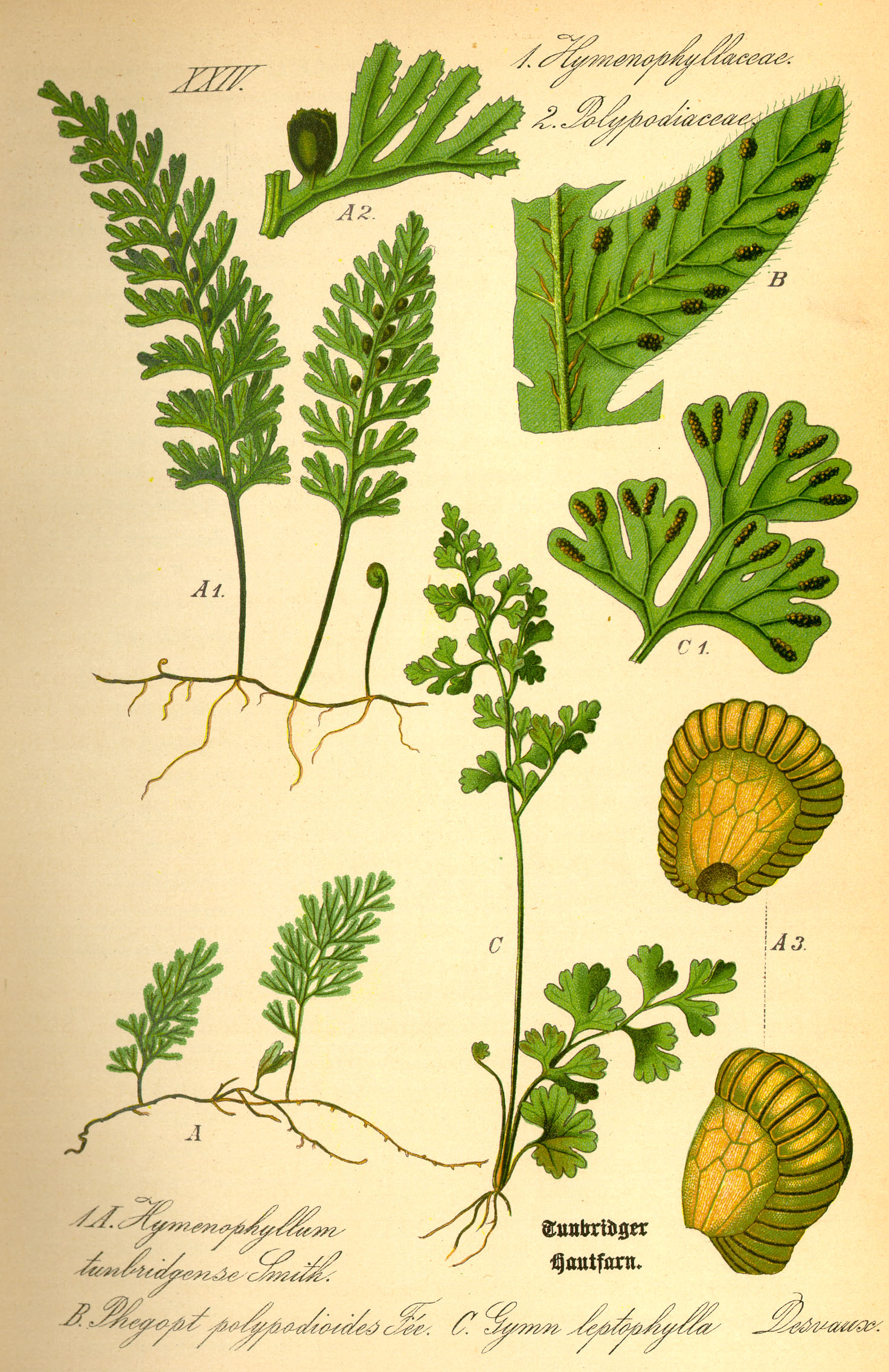
Ilustración

## Hábitat
Taludes terrosos húmedos y umbrosos, grietas de peñascos, muros o a la sombra de setos en zo-nas  bajas  con  rocío  frecuente.

## Distribución
Región  mediterránea, Macaronesia, África tropical, Sudáfrica, Próximo y Extremo  Oriente, India, Australia, Nueva  Zelanda, S y C de América.

## Descripción
Es un helecho de unos 15 cm de altura, que se diferencia por sus frondes se presentan en dos formas claramente diferenciadas, unas bi-tripinnadas y otras más pequeñas pinnadas o bipinnadas, las exteriores son estériles a diferencia de las interiores, más grandes estas últimas. Cuando son jóvenes tienen pelos (pubescentes). Los esporangios carecen de indusio (estructura protectora) y se disponen en las terminaciones de los nervios, siendo confluentes en la madurez. Se conoce como "helecho de tiempo".

### Estudios
Un análisis reciente de las simbiosis entre helechos y hongos mostró que, aunque muchos helechos se asocian con Glomeromycotina, al menos uno, Anogramma leptophylla, puede ser colonizado por Mucoromycotina y Glomeromycotina

## Taxonomía
Anogramma leptophylla fue descrito por (Carlos Linneo) Heinrich Friedrich Link  y publicado en Filicum Species 137. 1841.
Etimología
Anogramma: nombre genérico que alude a la disposición en línea de los soros en el extremo de los nervios.
leptophylla: epíteto que deriva del griego leptos, que significa frágil y phyllos, que significa hoja, haciendo referencia a la fragilidad de las frondes.
Sinonimia
NOTA: Los nombres que presentan enlaces son sinónimos en otras especies: 
- Acrostichum leptophyllum
- Adenogramme leptophylla (L.) Engl.
- Anogramma caespitosa Pic.Serm.
- Anogramma guatemalensis (Domin) C. Chr.
- Asplenium geminaria Bory
- Asplenium leptophyllum
- Didymochlaena lunulata var. microphylla J. Bommer ex H. Christ
- Grammitis leptophylla  (L.) Sw.
- Gymnogramma chaerophylla var. cryptogrammoides J. Bommer ex H. Christ
- Gymnogramma leptophylla (L.) Desv.
- Hemionitis leptophylla (L.) Lag.
- Pityrogramma guatemalensis Domin
- Polypodium leptophyllum
- Tarachia geminaria (Bory) C.Presl[6]

## Nombres comunes
- Castellano: helecho de tiempo.[7]